# 康斯坦丁·布朗庫西
康斯坦丁·布朗库希（羅馬尼亞語：Constantin Brâncuşi，羅馬尼亞語發音：[konstanˈtin brɨnˈkuʃʲ] ⓘ；1876年2月19日—1957年3月16日），羅馬尼亞、法國雕塑家和現代攝影家。他是繼奧古斯特·羅丹之後，20世紀最具影響力的雕塑家，被譽為現代主義雕塑先驅。1894-1898年，他在克拉約瓦工艺美术学院学习艺术，1898-1901年在布加勒斯特国家艺术大学学习艺术，1905年入读法国国立高等美术学院。在完成傳統學院訓練後，布朗庫西受到非洲藝術和羅馬尼亞民間藝術薰陶，逐漸形塑出他獨特的雕塑風格。

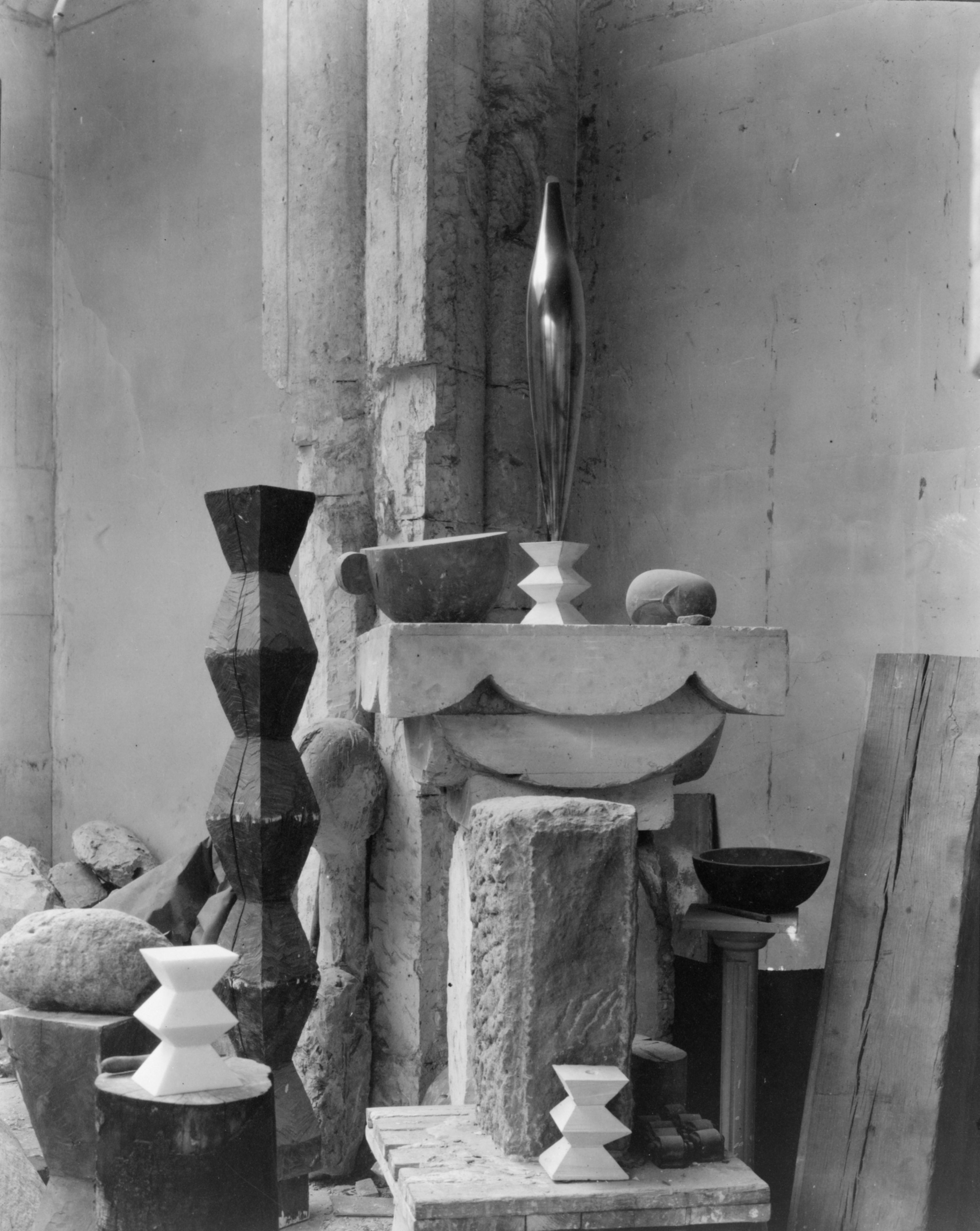
1920年布朗庫西工作室，Edward Steichen攝。桌上作品為《空間之鳥》

布朗库希的雕塑作品常選用銅、大理石、木材和石膏素材，刻劃卵形及飛鳥等抽象的主題，引領視覺藝術領域的前衛思潮。他在1910年接觸立體主義並受其影響，開始嘗試以有限的題材，透過不同材質的運用進行創作。1938年，布朗库希在特爾古日烏完成戰爭紀念碑創作，完整融合建築與雕塑藝術，成就藝術史上的一項里程碑。

## 生平

### 童年和教育
1876年2月19日，康斯坦丁·布朗库希出生於羅馬尼亞霍比察。他的父親尼古拉·布朗库希（Nicolae Brancuşi，1831年－？）身家富裕，坐管蒂斯馬娜修道院周圍所有土地。布朗庫西是父親第二次婚姻所生的兒子。他的父親在第一次婚姻便已有三個兒子；在和他的母親瑪麗亞·德亚科内斯库（Maria Deaconescu，1852年－1919年）再婚後，布朗库希一家又生了二個兒子和一個女兒欧弗罗西娜（Eufrosina）。然而，老布朗库希在幺女出生前不久就過世了。